# Auchenipteridae
Auchenipteridae – rodzina ryb sumokształtnych (Siluriformes), blisko spokrewniona z Aspredinidae i Doradidae (kirysowate). Obejmuje ok. 115 gatunków.

## Zasięg występowania
Panama i tropikalna strefa Ameryki Południowej (po Argentynę). Zasiedlają wody słodkie, a jeden gatunek  występuje w wodach słonawych. W zapisie kopalnym znane są z miocenu Argentyny.

## Cechy charakterystyczne
Ciało nagie (grzbietowa część ciała między głową a płetwą grzbietową z kostnymi płytkami pod skórą); zwykle trzy pary wąsików (wąsiki nosowe nie występują), najdłuższa jest para wąsików szczękowych; w płetwach piersiowych i grzbietowej występuje mocny kolec; płetwa tłuszczowa obecna, ale mała, rzadko nieobecna. Zapłodnienie wewnętrzne prawdopodobnie u wszystkich gatunków.

## Klasyfikacja
Rodzaje zaliczane do tej rodziny grupowane są 2 w podrodzinach:
Auchenipterinae: Ageneiosus - Asterophysus - Auchenipterichthys - Auchenipterus - Entomocorus - Epapterus - Liosomadoras - Pseudauchenipterus - Pseudepapterus - Pseudotatia - Spinipterus - Tetranematichthys - Tocantinsia - Trachelyichthys - Trachelyopterichthys - Trachelyopterus - Trachycorystes - Tympanopleura
Centromochlinae: Centromochlus - Gelanoglanis - Gephyromochlus - Glanidium - Tatia
Rodzajem typowym jest Auchenipterus.